# Engañadura
En náutica, la Engañadura es el nudo que se hace en un cabo que se ha roto o para empalmar dos de la misma mena (sección). 
Para ejecutarla se descolchan los chicotes de los cabos, dejando los cordones sin torsión. Se meten los de uno entre los del otro, juntando lo más posible las dos extremidades de los cabos que quedan en sentido encontrado, y se hace con los cordones un culo de puerco para abajo, alrededor del otro, quedando el nudo constituido.
Se usa para la unión provisional de las jarcias, firmes de cáñamo, como estays, burdas, brandales, obenques, etc., cuando han faltado (roto).